# Michael Vermehren (Journalist)

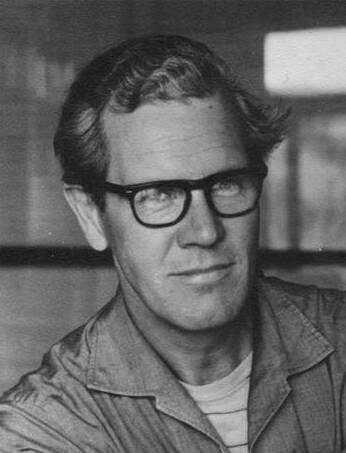
Michael Vermehren in Brasilien, 1965

Michael Vermehren (* 25. Juni 1915 in Lübeck; † 3. November 2010 in Marbella) war ein deutscher Journalist und langjähriger Auslandskorrespondent des ZDF.

## Leben und Wirken

### Herkunft
Kindheit, Jugend und Schulzeit verbrachte Michael Vermehren in seiner Heimatstadt Lübeck, wo sein Großvater Julius Vermehren Senator war. Sein Vater war der Rechtsanwalt Kurt Vermehren, unter anderem Syndikus der HaFraBa und der Hamburg-Amerika Linie, der nach dem Zweiten Weltkrieg als Anwalt von Anna Anderson (Anastasia) bekannt wurde. Seine Mutter, die Journalistin Petra Vermehren, war die Tochter des Possehl-Teilhabers Johannes Schwabroch. Michael war der Älteste von vier Geschwistern; seine Schwester war die später bekannte Schauspielerin, Kabarettistin und Ordensfrau Isa Vermehren; sein Bruder der spätere Abwehr-Agent und Versicherungsmakler Erich Vermehren. 1953 heiratete sein Vater Elisabeth Michelsen, verwitwete von Lilie, mit der er eine weitere Tochter, Beate (* 11. Februar 1954 in Hamburg), hatte.

### Ausbildung und Kriegsjahre
Michael Vermehren versuchte Volkswirtschaft an der Universität Freiburg zu studieren, wo er Peter von Zahn kennenlernte, mit dem ihn fortan eine lebenslange Freundschaft verknüpft[e]. Wegen Studienverbots musste er an die London School of Economics nach England ausweichen, wo er zudem eine Wirtschaftsprüferlehre bei Price Waterhouse machte. Nach seiner Rückkehr nach Deutschland Ende 1938 wurde er journalistisch tätig. Seine Mutter Petra war ab 1937 Korrespondentin der Deutschen Allgemeinen Zeitung in Athen; später ging sie nach Lissabon für das Berliner Tageblatt und schrieb unter anderem für Das Reich. Ab 1939 war Michael Vermehren als Redakteur bei der für das Reichspropagandaministerium tätigen Transocean Nachrichtenagentur angestellt. Im Winter 1941 befreundete er sich mit P. G. Wodehouse, der zu diesem Zeitpunkt mit seiner Frau im Berliner Hotel Adlon einquartiert war, und hielt den naiven Autor davon ab, sich mit dem Nazi-Regime weiter einzulassen. 1942 veröffentlichte Das Reich Vermehrens ganzseitigen Artikel Lübeck – Nach 14 Tagen. Die Stadt meisterte alle Lebensfragen, in dem er die Situation in Lübeck nach dem britischen Bombenangriff vom Palmsonntag 1942 in beschönigender Weise beschrieb. Am 28. März 1943 heiratete er in Salzburg Elisabeth Gräfin de Rességuier de Miremont (* 20. Juli 1916 auf Schloss Tannenmühle; † 12. April 1997 in Madrid).
Nachdem Michael Vermehrens Bruder Erich, der als Diplomat, aber eigentlich als Agent der Abwehr, in Istanbul stationiert war, Anfang 1944 mit seiner Frau Elisabeth, geb. Gräfin Plettenberg, aus politischen Gründen zu den Briten übergelaufen war, wurden die Familien Vermehren und Plettenberg unter einem Vorwand nach Potsdam gelockt, wo sie zunächst in einem Hotel unter Hausarrest gestellt und dann im Zuge der „Sippenhaft“ interniert wurden. Kurt, Petra und Michael Vermehren wurden am 15. April 1944 in das KZ Sachsenhausen eingeliefert. Isa Vermehren überlebte den Aufenthalt in den Konzentrationslagern Ravensbrück, Buchenwald und Dachau. Als Mitglied des Geiseltransports von prominenten Sonder- und Sippenhäftlingen wurde sie nach Niederdorf im Südtirol verschleppt und dort am 4. Mai 1945 befreit. Kurt, Petra und Michael Vermehren wurden am 15. April 1945, einen Tag vor Auflösung des Lagers, auf Weisung des Reichssicherheitshauptamtes aus dem KZ Sachsenhausen entlassen.

### Journalist und Auslandskorrespondent
1947 wanderte Vermehren nach Kolumbien aus, wo er zunächst als Wirtschaftsprüfer und später als Bauer und Viehzüchter arbeitete. Zwölf Jahre später rief ihn Peter von Zahn zur Windrose, dem ersten Auslandskorrespondentennetz für Fernsehen in Deutschland, um aus Lateinamerika zu berichten. Etwas später wurde er der erste Lateinamerika-Korrespondent des ZDF (Mainz) mit Sitz in Rio de Janeiro.
Schon aus Südamerika konnte Vermehren mehrere exklusive Reportagen verbuchen, so zum Beispiel seine ersten ausführlichen Dokumentationen aus Kuba Castros sowie seinen Bericht über das Studentenmassaker an der Plaza de las Tres Culturas in Mexiko-Stadt, das er zusammen mit Oriana Fallaci als einziger ausländischer Journalist miterlebte. In dieser Zeit schrieb er auch für die politische Zeitschrift Der Monat. 1969 wurde er mit der Errichtung des Auslandsstudios in Madrid der erste ständige Spanien-Korrespondent des ZDF und blieb dies über viele Jahre bis zu seiner Pensionierung 1981. Er berichtete für die Nachrichtensendungen des ZDF, vor allem für das heute-journal und das Auslandsjournal, über die letzten Jahre der franquistischen Diktatur, den Tod Francisco Francos 1975 und die ersten Jahre des Demokratisierungsprozesses (span. Transición) unter König Juan Carlos I. sowie im Februar 1981 über den Putschversuch „23-F“ rechter Militärs und Teile der paramilitärischen Guardia Civil gegen die demokratische Regierung.
Seine frühe Erkenntnis, dass der damalige Thronanwärter Juan Carlos ein ernstzunehmender Demokrat sei, bezeugte er in mehreren Dokumentationen, die den Ruf des seit 1975 amtierenden Königs Juan Carlos stützten und zu dessen Vorhaben beitrugen, die franquistische Diktatur zur parlamentarischen Demokratie zu wandeln. Vermehren verstand sich ebenso gut mit dem Sozialistenführer Felipe González wie mit anderen Politikern und Persönlichkeiten. Diese persönlichere Perspektive zeichnete er später in seinem Buch Der König und andere Spanier auf.
Vermehrens Bildmaterial aus dem Spanien dieser Jahre (zum größten Teil seinem Kameramann Peter Schumann zu verdanken) bildeten später den Kern für die Serie La Transición von Victoria Prego im Spanischen Fernsehen RTVE, bei der er mitwirkte.

## Ruhestand

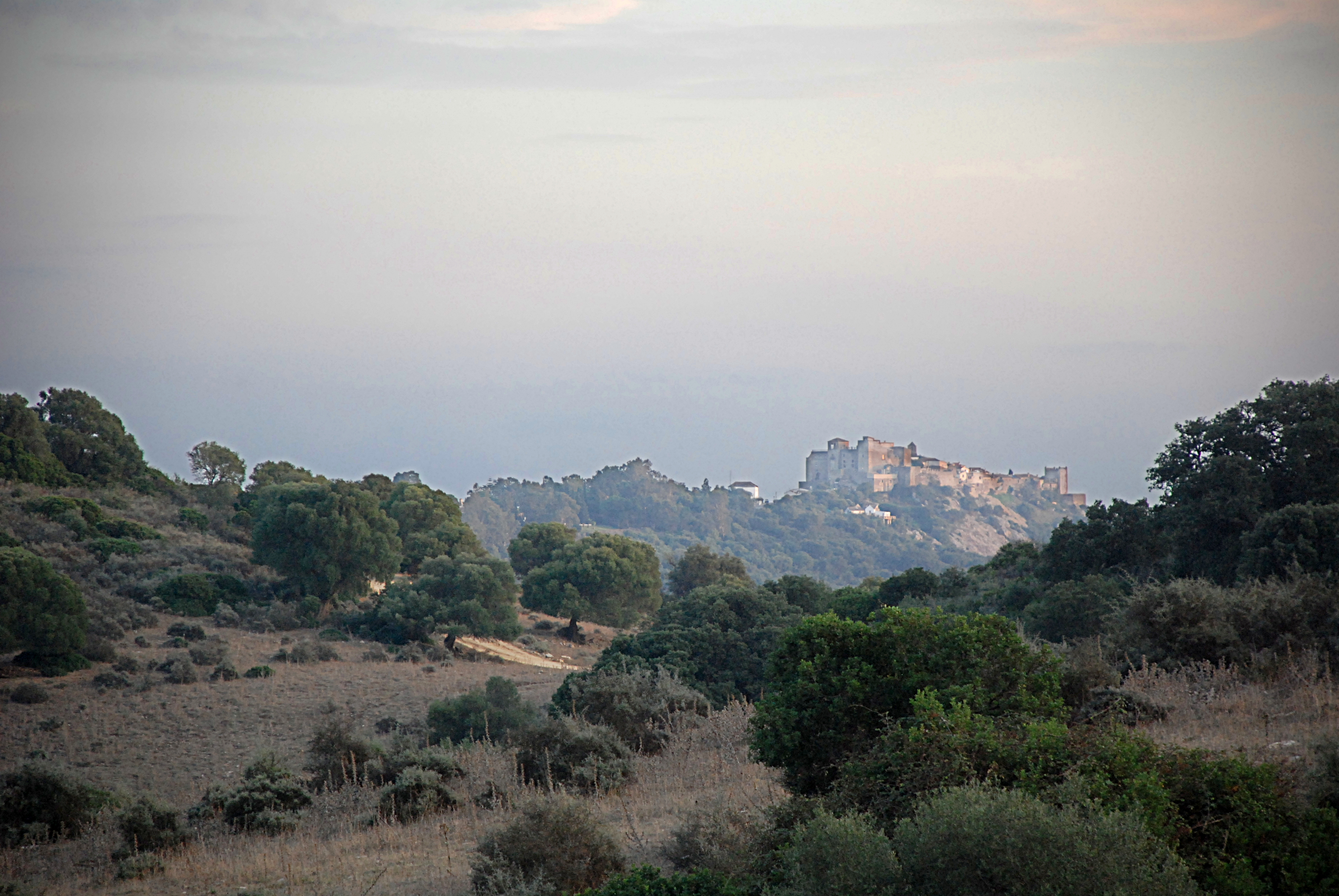
Castellar de la Frontera

Den Ruhestand verlebte Michael Vermehren als Autor in seiner Wahlheimat Spanien. Sein Sohn Johannes Gottfried (* 1944) starb schon 1989. Dessen Sohn Michael heiratete Leticia de Silva y Allende, Duquesa de Lécera.
1995 konvertierte Vermehren, als letzter der drei Geschwister, zum katholischen Glauben unter der Führung seines langjährigen Freundes, des in Oldenburg geborenen Bonaventura Kloppenburg, des Bischofs von Novo Hamburgo, im brasilianischen Bundesstaat Rio Grande do Sul.
Michael Vermehren starb 2010 in Marbella. Er wurde in Castellar de la Frontera (Cadiz), dem andalusischen Wohnort seines Sohnes Miguel Antonio Vermehren, beigesetzt.

## Ehrungen
- 1968: Verdienstkreuz 1. Klasse der Bundesrepublik Deutschland
- 1987: Großes Verdienstkreuz der Bundesrepublik Deutschland

## Schriften
- Der König und andere Spanier: Begegnungen und Beobachtungen. Deutsche Verlags-Anstalt, Stuttgart 1991, ISBN 3-421-06617-5
- Grandezza: Häuser und Menschen in Spanien und Portugal. Econ, Düsseldorf / Wien /  New York 1991, ISBN 3-430-19356-7
- Arrest im Potsdamer Palast-Hotel und Haft im KZ Sachsenhausen. In: Winfried Meyer(Hrsg.): Verschwörer im KZ. Hans von Dohnanyi und die Häftlinge des 20. Juli 1944 im KZ Sachsenhausen. (Schriftenreihe der Stiftung Brandenburgische Gedenkstätten Band 5). Edition Hentrich, Berlin 1999, ISBN 3-89468-251-5, S. 371–373